# Обвинения детей-африканцев в колдовстве
В первое десятилетие XXI века обвинению детей-африканцев в колдовстве уделялось повышенное внимание со стороны многих стран.
Явление охоты на ведьм в субсахарской Африке известно с давних времен, однако вопрос остро поднимается в связи с деятельностью таких «харизматических» проповедников, как Хелен Укпабио, а также из-за «бедности урбанизации, раздробленности сообществ и внутренних конфликтов».

## Практика
Последние отчеты, предоставленные ЮНИСЕФ, Управлением Верховного комиссара ООН по делам беженцев, Save the Children и Human Rights Watch акцентируют внимание на насилии в отношении детей, которых обвиняют в колдовстве в Африке. Обвинения в колдовстве там воспринимаются чрезвычайно серьёзно, поскольку в их культуре «ведьма» является олицетворением злого рока, болезни и смерти. Таким образом, ведьма является наиболее ненавистным лицом в африканском обществе и обрекается на наказания, пытки и даже смерть.

Жертвами обвинений в колдовстве в Африке обычно становятся пожилые люди, лица с ограниченными возможностями, особенностями внешности, в частности альбиносы, или те, кто по любому признаку выделяется в обществе. В последнее время, из-за влияния стремительной урбанизации, упадка экономики, а также эпидемии ВИЧ / СПИД, дети все чаще становятся жертвами обвинений в колдовстве, особенно это касается сирот. Среди других факторов распространения явления можно выделить общие социальные конфликты, уродования системы образования и роста количества проповедников вроде Хелен Укпабио (руководительница и основательница африканской Евангелистской франшизы Liberty Foundation Gospel Ministries; известна многочисленными обвинениями в подстрекательстве к насилию и убийствам в отношении детей, которых обвинили в колдовстве). Также веру в детей-ведьм распространяют и легитимизируют религиозно вдохновленные фильмы. Несовершеннолетние жертвы обвинений в колдовстве более уязвимы, чем взрослые, поскольку они не в состоянии защитить себя, при столкновении с физическим и психологическим насилием со стороны собственных семей и общества.
Масштаб и интенсивность недавних охот на ведьм, направленные на детей, определяются как беспрецедентные в письменной истории. — этнолог Феликс Ридель
Дети, обвиняемые в колдовстве, могут быть подвергнуты экзорцистским ритуалам со стороны пасторов-пятидесятников, которые смешивают христианские традиции с африканскими магическими верованиями. Такой экзорцизм может включать заключение, голодание, насильственное опоение опасными веществами или даже поджог с помощью бензина. В других случаях обвиняемые дети исключаются из общества и вынуждены жить на улицах. Детьми торгуют или их убивают.

## По странам

### Ангола
В Анголе много детей-сирот обвиняются родственниками в колдовстве и демонической одержимости для того, чтобы оправдать нежелание семьи обеспечивать их существование. Среди методов «наказаний», которые применяются: голодание, избиения, втирание непонятных субстанций, связывание и заключение с помощью цепей. Многие из этих детей оказываются в приютах.

### Гамбия
В Гамбия примерно 1000 человек, обвинённых в колдовстве, были закрыты в правительственных центрах заключения, по состоянию на март 2009. Согласно данным Amnesty International, их заставляли пить галлюциногенные зелья, а потом признаваться в колдовстве.

### Уганда
Традиционные врачи — знахари — консультируют тех, кто может им платить. Через знахарей «духи» общаются и просят пожертвования, которые принесут успокоение, процветания клиентам. Часто в роли пожертвований выступают козы или курицы, однако, в случае, если такая жертва не удовлетворяет исполнения желаний клиентов, «духи» требуют человеческих жертв. Когда жертвуется ребёнок, знахарь с ассистентами берут на себя проведение обряда, включая: охоту на ведьм, похищения, за которым может последовать удаление определённых частей тела с целью создания специального зелья, а также, при необходимости, уничтожение тела ребёнка.

### Нигерия
В Нигерии Хелен Укпабио и другие пятидесятники интегрируют африканские традиционные верования в христианскую идеологию, провоцируя кампанию насилия против молодых нигерийцев. Дети и, конкретно, младенцы позиционируются как зло, и страдают от жестокого обращения, их преследуют и даже убивают за эти идеи. Проповедники зарабатывают деньги на страхе, обеспечивая родителям и общинам услугу дорогостоящего экзорцизма. Защитники прав человека, сопротивляющиеся этой практике, также страдают от угроз, и некоторые, как, например, Лео Игве, понесли ущерб, а именно, преследования со стороны полиции. По оценке одного из источников, около 15 000 детей в Дельте Нигера было выгнано на улицы из-за обвинений в колдовстве.
[Детей] забирают в церкви, где их подвергают антигуманным действиям и пыткам под названием «экзорцизм». Их привязывают цепями, морят голодом, рубят мачете, линчуют и убивают. — гуманист Лео Игве
В Аква-Ибом и Кросс-Ривер около 15 000 человек были названы колдунами — большинство из них оказались на улице. На четвёртом канале ВВС был выпущен документальный фильм «Спасая африканских детей-ведьм», демонстрирующий работу Гарри Фокскрофта и Шагающих Камней Нигерии над преодолением этой жестокости.

### Сьерра-Леоне
В Сьерра-Леоне и соседних странах молодые люди, уцелевшие от эпидемии эболы, часто обвиняются в колдовстве, потеряв во время болезни родителей и общественную поддержку из-за предрассудков. Согласно спорным эмпирическим конструктам, больные младенцы имеют лучшие показатели выживаемости из-за ведьм: многие дети выживают исключительно из-за того, что их матери уверены, что дети свободны от колдовства — это провоцирует более спокойное, заботливое отношение родителей. Таким образом, наблюдается снижение показателя детской смертности из-за движения очистки от ведьм.

### Демократическая Республика Конго
В Демократической Республике Конго, по оценкам, 25 000 бездомных детей. Из них 60 % было изгнано из дома из-за обвинений в колдовстве. Обвинение является единственной причиной, оправдывающей изгнания родственников из дома, несмотря на степень родства. Около 50 000 детей находятся в церквях с целью проведения обряда экзорцизма.

### Эфиопия
Минги — это традиционная вера, распространённая среди говорящих на омотских языках народов хамер, и каро в южной Эфиопии, которая учит тому, что взрослые и дети с физическими недостатками являются ритуально грязными. Существует поверье, будто бы дети распространяют дурное влияние на других, поэтому дети с ограниченными возможностями традиционно не имеют надлежащего захоронения. Детей принудительно изолируют от племени, оставляют в джунглях или топят в реке. Среди причин для объявления человека нечистым, может быть рождение вне брака, рождение близнецов, прорезывание зубов на верхней челюсти раньше чем на нижней, и скол зуба в детстве.

## Решение проблемы
До сих пор вмешательства были ограниченными и локализованными, как, например, безопасные пространства, практикуемые Safe Child Africa и их партнёрами в Аква-Ибом в Нигерии, епископом Эмилио Самбелело из католической церкви св. Иосифа епархии Уиже в Анголе. После распространения документальных фильмов на эту тему, таких как «Сохранение африканских колдовских детей» (2008) и «Отправка: возвращение к детям-ведьм Африки», растёт глобальное осознание проблемы обвинений детей в колдовстве в Африке, как свидетельствуют вышеупомянутые отчёты ЮНИСЕФ и УВКБ ООН.
Согласно доктору Эрвином Ван дер Меер, исследователем из университета Южной Африки, вероятно, что повышение глобальной осведомлённости по проблеме обвинений детей в колдовстве постепенно приведёт к более инициативных действий и защиты жертв этой религиозной практики. Однако столь же актуальным является решение подчинённых социал-экономических, политических факторов, и факторов, связанных с окружающей средой, связанные с проблемой обвинений в колдовстве.
Между Ван дер Меер предполагает, что население стран, где распространена вера в колдовство и магию, должно осознавать, что пытки и убийства детей недопустимы. Этого можно достичь путём внедрения осведомлённости и кампаний предупреждения насилия, конференциями и теологическим образованием при поддержке религиозных лидеров. Судебная система, организации защиты прав человека, а также гражданское общество могут этого достичь.